# Ferdinando Facchiano
Ferdinando Facchiano (ur. 19 sierpnia 1927 w Ceppaloni, zm. 10 października 2022) – włoski polityk i prawnik, deputowany, w latach 1989–1993 minister.

## Życiorys
Studiował prawo na Uniwersytecie Neapolitańskim im. Fryderyka II, po czym podjął praktykę w zawodzie adwokata. Od 1943 angażował się w działalność polityczną w ramach Partito d'Azione. Później działał we Włoskiej Partii Socjaldemokratycznej (PSDI), należał do jej krajowego kierownictwa.
W latach 1987–1994 sprawował mandat posła do Izby Deputowanych X i XI kadencji. Trzykrotnie pełnił funkcje ministerialne, wchodząc w skład rządu Giulia Andreottiego i Giuliana Amato. Był ministrem kultury (od lipca 1989 do kwietnia 1991), ministrem marynarki handlowej (od kwietnia 1991 do czerwca 1992) oraz ministrem bez teki do spraw koordynacji obrony cywilnej (od czerwca 1992 do kwietnia 1993). W późniejszych latach ponownie pracował jako adwokat w Rzymie.